# Cyrtoclytus capra
Cyrtoclytus capra је инсект из реда тврдокрилаца (Coleoptera) и фамилије стрижибуба (Cerambycidae). Припада потфамилији Cerambycinae.

## Распрострањење и станиште
Распрострањена је у већем делу Европе и Азије. У Србији је спорадично налажена. Насељава брдске и планинске листопадне шуме. 

## Опис
Cyrtoclytus capra је дугaчка 8—15 mm. Глава је црна са попречном жутом штрафтом иза очију. Пронотум је црн, а предња ивица и задњи углови су жути. Покрилца су црна са жутим штрафтама. На екстремитетима, голени и чланци стопала су црвенкастосмеђи, а бут (фемур) нешто тамнији. Антене су црвенкастобраон, кратке или средње дужине.

## Биологија и развиће
Имага су активна у лето, од јуна до августа. Ларва се развија две године у пањевима листопаног дрвећа, пре свега у јови, брези, врби, јасену, ораху, липи, храсту, јавору, виновој лози, бресту и другима.